# Лунно море
Лунните морета са обширни базалтови равнини на Луната, които, гледани от Земята, изглеждат като големи тъмни петна върху лунната повърхност. Това е причината ранните астрономи да ги възприемат погрешно като истински морета. Днес се наричат така само по традиция.
По-значителните морета на видимата страна на Луната по азбучен ред (в скоби са дадени латинските им имена):
- Източно море (Mare Orientale)
- Море на влажността (Mare Humorum)
- Море на дъждовете (Mare Imbrium)
- Море на изобилието (Mare Fecunditatis)
- Море на кризите (Mare Crisium)
- Море на нектара (Mare Nectaris)
- Море на облаците (Mare Nubium)
- Море на парите (Mare Vaporum)
- Море на спокойствието (Mare Tranquillitatis)
- Море на студа (Mare Frigoris)
- Море на яснотата (Mare Serenitatis)
- Океан на бурите (Oceanus Procellarum)
- Море на островите (Mare Insularum)